# Tunézia a 2013-as úszó-világbajnokságon
Tunézia hét sportolóval vett részt a 2013-as úszó-világbajnokságon, akik két nagy versenyszámban indultak.

## Érmesek
| Érem      | Versenyző         | Versenyszám    | Versenyszám | Dátum      |
| --------- | ----------------- | -------------- | ----------- | ---------- |
| Aranyérem | Uszáma el-Mellúli | hosszútávúszás | 5 km        | július 20. |
| Bronzérem | Uszáma el-Mellúli | hosszútávúszás | 10 km       | július 22. |

## Hosszútávúszás
Férfi
| Versenyző             | Verseny | Idő       | Helyezés  |
| --------------------- | ------- | --------- | --------- |
| Badr Chebchoub        | 25 km   | 5:33:07.2 | 31        |
| Uszáma el-Mellúli     | 5 km    | 53:30.4   | Aranyérem |
| Uszáma el-Mellúli     | 10 km   | 1:49:19.2 | Bronzérem |
| Zagrani Mohamed Amine | 10 km   | 2:03:03.3 | 53        |
| Seifeddine Sghaier    | 5 km    | 57:10.1   | 41        |

Női
| Versenyző         | Verseny | Idő     | Helyezés |
| ----------------- | ------- | ------- | -------- |
| Maroua Mathlouthi | 5 km    | 59:51.8 | 30       |

Csapat
| Versenyzők                                          | Verseny | Idő     | Helyezés |
| --------------------------------------------------- | ------- | ------- | -------- |
| Seifeddine Sghaier Badr Chebchoub Maroua Mathlouthi | Csapat  | 59:19.4 | 18       |

## Úszás
Férfi
| Versenyző(k)      | Verseny                 | Selejtező | Selejtező | Elődöntő          | Elődöntő          | Döntő             | Döntő             |
| Versenyző(k)      | Verseny                 | Idő       | Helyezés  | Idő               | Helyezés          | Idő               | Helyezés          |
| ----------------- | ----------------------- | --------- | --------- | ----------------- | ----------------- | ----------------- | ----------------- |
| Ahmed Mathlouthi  | 200 méteres gyorsúszás  | 1:49.43   | 31        | Nem jutott tovább | Nem jutott tovább | Nem jutott tovább | Nem jutott tovább |
| Ahmed Mathlouthi  | 400 méteres gyorsúszás  | 3:49.45   | 11        |                   |                   | Nem jutott tovább | Nem jutott tovább |
| Uszáma el-Mellúli | 800 méteres gyorsúszás  | 7:50.77   | 5 Q       |                   |                   | 7:52.79           | 8                 |
| Uszáma el-Mellúli | 1500 méteres gyorsúszás | 15:07.89  | 11        |                   |                   | Nem jutott tovább | Nem jutott tovább |
| Taki Mrabet       | 200 méteres vegyesúszás | 2:02.22   | 27        | Nem jutott tovább | Nem jutott tovább | Nem jutott tovább | Nem jutott tovább |
| Taki Mrabet       | 400 méteres vegyesúszás | 4:23.39   | 24        |                   |                   | Nem jutott tovább | Nem jutott tovább |